# Dopningsskandalen i Lahtis 2001
Dopingskandalen i Lahtis 2001 var en dopningshärva i Finlands skidlandslag där sex tävlande fälldes för att ha använt otillåtna medel för att förbättra syreupptagningen. Enligt den förre tränaren Kari-Pekka Kyrö var dopningsprogrammet systematiskt, långvarigt och känt i finländska skidförbundets ledning. Det är den största dopningshärvan hittills i skidsport.
De sex finska åkare som blev fällda och fick två års avstängning från allt tävlande var Janne Immonen, Jari Isometsä, Harri Kirvesniemi, Mika Myllylä, Milla Jauho och Virpi Kuitunen.
Preparat som användes var hemohes, som inte i sig självt är prestationshöjande. Däremot kan det användas för att öka blodvolymen genom utspädning och därmed maskera att man har använt andra preparat (t ex EPO), som i sin tur ökar antalet röda blodkroppar och förbättrar syreupptagningen. 
Herrtränaren, damtränaren och landslagsläkaren gavs alla livstids avstängning.